# Kokczyn Pierwszy
Kokczyn Pierwszy [pronunciación en polaco: /ˈkɔkt͡ʂɨn ˈpjɛrfʂɨ/] es un pueblo ubicado en el distrito administrativo de Gmina Strzałkowo, dentro del Distrito de Słupca, Voivodato de Gran Polonia, en el oeste Polonia central. Se encuentra aproximadamente a 4 kilómetros al noroeste de Strzałkowo, a 7 kilómetros al noroeste de Słupca, y a 60 kilómetros al este de la capital regional Poznań.
El pueblo tiene una población de 60.